# Beta Carinae
Désignations
Beta Carinae (β Car / β Carinae, Bêta Carinae), également appelée par son nom traditionnel Miaplacidus, est la deuxième étoile la plus brillante de la constellation de la Carène. Elle fait partie de l'astérisme de la Croix de diamant. D'après la mesure de sa parallaxe annuelle par le satellite Hipparcos, elle est située à environ ∼ 113 a.l. (∼ 34,6 pc) de la Terre. Il s'agit d'une géante blanche de type spectral A1III.

## Noms
Miaplacidus est le nom traditionnel de l'étoile. Il est issu d'une combinaison d'un mot arabe, possiblement مياه miyāh (« les eaux »), et du mot latin placidus (« placide »). Donc ce nom signifie « eau(x) paisible(s) ». Il a été formalisé par l'Union astronomique internationale le 20 juillet 2016.